# Молчанов, Глеб Михайлович
Глеб Миха́йлович Молча́нов (1923—2002) — Герой Советского Союза, участник Великой Отечественной войны.

## Биография
Глеб Михайлович Молчанов родился 4 октября 1923 года в селе Кубей

### Во время войны

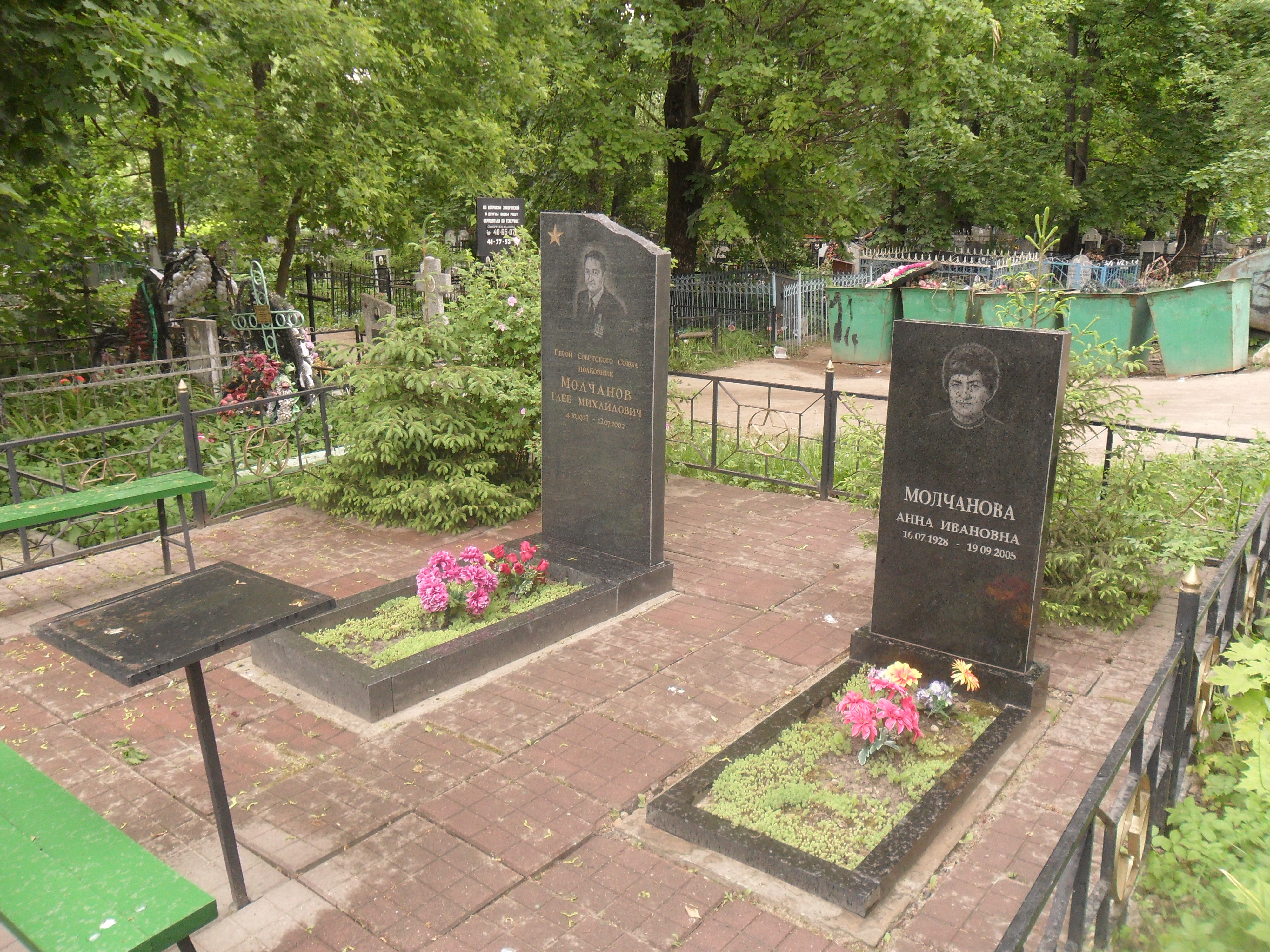
Могила Глеба Молчанова на Братском кладбище в Смоленске.

В 1941 году окончил школу в Кишинёве и подал документы в Ленинградское военно-морское инженерное училище им. Ф. Э. Дзержинского, однако после начала войны был эвакуирован в Лысогорский район Саратовской области и поступил в Саратовский автодорожный институт. 15 ноября 1941 года ушёл на фронт добровольцем.
В марте 1942 года был направлен в формирующийся в городе Аткарск, 1034-й артиллерийский полк 127-й стрелковой дивизии, где служил в начале рядовым, затем командиром орудия. 5 июня 1942 года был ранен.
После излечения Глеб Михайлович был направлен в Кострому, в 3-е Ленинградское артиллерийское училище, после окончания которого в звании младшего лейтенанта командовал взводом управления 14-й батареи 86-й тяжёлой гаубичной артиллерийской бригады 5-й артиллерийской дивизии прорыва 4-го артиллерийского корпуса прорыва, воевал сначала в составе Центрального, а затем 1-го Белорусского фронта. Участвовал в освобождении правобережья Днепра, Белоруссии, Западной Украины, Польши.
В боях на Висле, находясь на передовой, Глеб Молчанов сумел дать точную наводку для огня бригады, за что был награждён орденом Отечественной войны I степени.

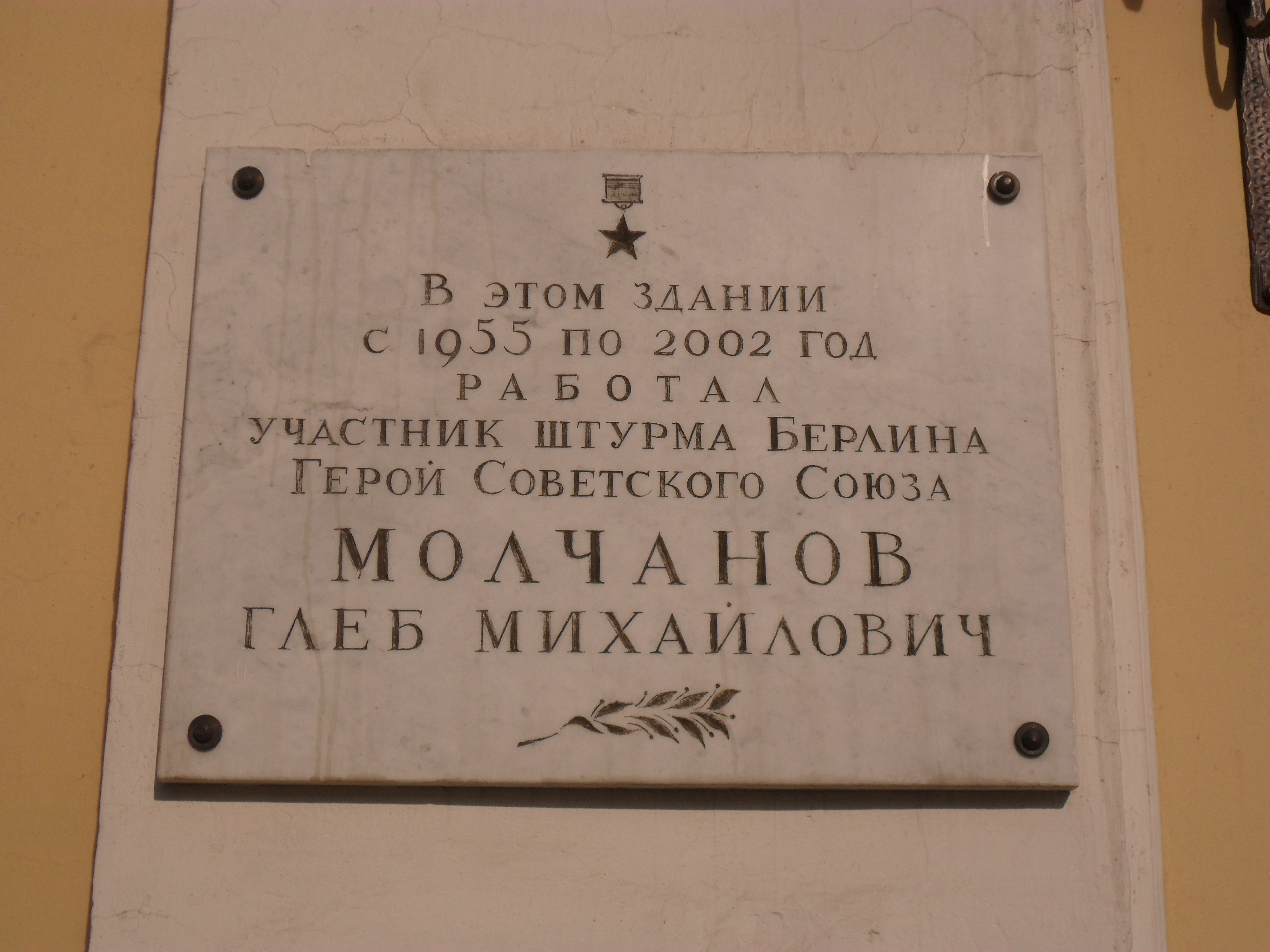
Мемориальная доска на главном корпуса Смоленской физакадемии.

На 21 апреля 1945 года лейтенант Молчанов командовал взводом управления 4-го дивизиона той же 86-й тяжёлой гаубичной артиллерийской бригады.
Во время штурма Берлина группа разведчиков под командованием лейтенанта Молчанова 21 апреля 1945 года проникла в тыл противника и окопалась, однако была обнаружена и была вынуждена отбивать атаки, одновременно корректируя огонь артиллерии. Оказавшись в расположении танковых и моторизированных частей противника, группа вызвала огонь на себя, а после начала общего наступления несколько часов препятствовала отходу большой группы противника. В результате этого боя было уничтожено около 60 солдат и офицеров противника, а 40 человек были взяты в плен. Указом Президиума Верховного Совета СССР от 31 мая 1945 года за образцовое выполнение заданий командования и проявленные мужество и героизм в боях с немецко-фашистскими захватчиками Глебу Михайловичу Молчанову присвоено звание Героя Советского Союза.

### После войны

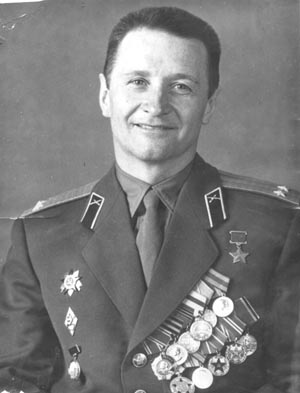

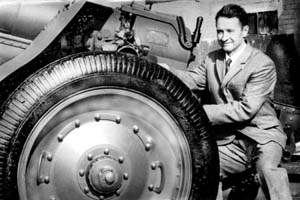
1972 год, Ленинград, Артиллерийский музей. Со своей 152-миллиметровой гаубицей № 1873. Гаубица № 1873 и сейчас находится в Петербурге в Артиллерийском музее как символ вечной памяти о Герое Советского Союза Глебе Молчанове.

После окончания войны Г. М. Молчанов продолжил службу в вооружённых силах, в 1952 году с отличием окончил Военную академию им. М. В. Фрунзе. С 1955 года Г. М. Молчанов служил старшим преподавателем военной кафедры Смоленского института физической культуры, затем служил в штабе 50-й ракетной армии и начальником штаба гражданской обороны Смоленского института физической культуры. Вышел в отставку в 1964 году в звании полковника.
Глеб Михайлович Молчанов скончался 13 июля 2002 года.

## Награды
- Герой Советского Союза (31.05.1945, медаль «Золотая Звезда» № 6763)[1];
- орден Ленина (31.05.1945)[1];
- два ордена Отечественной войны I степени (04.02.1945[2], 06.04.1985[3]);
- медаль «За боевые заслуги» (03.11.1953);
- медаль «За победу над Германией в Великой Отечественной войне 1941—1945 гг.» (22.12.1945);
- медаль «За взятие Берлина» (29.10.1945);
- медаль «За освобождение Варшавы» (09.04.1946)
- другие медали.

## Увековечение памяти
7 мая 2005 года на здании Смоленского института физической культуры была открыта мемориальная доска в честь Героя Советского Союза Г. М. Молчанова.

## Примечания

Новая мемориальная доска Молчанову на здании Смоленского государственного университета спорта.